# Xanthonia decemnotata
Xanthonia decemnotata är en skalbaggsart som först beskrevs av Thomas Say 1824.  Xanthonia decemnotata ingår i släktet Xanthonia och familjen bladbaggar. Inga underarter finns listade i Catalogue of Life.